# Универзитетска библиотека „Светозар Марковић”
Универзитетска библиотека Светозар Марковић је научна библиотека Универзитета у Београду и налази се у згради у Булевару краља Александра 71. Она је матична библиотека универзитетским, високошколским и библиотекама научноистраживачких института и установа на територији централне Србије, односно на територији Града Београда и подручјима Мачванског, Колубарског, Подунавског, Браничевског, Шумадијског, Поморавског, Борског, Зајечарског, Златиборског, Моравичког, Рашког, Расинског, Нишавског, Топличког, Пиротског, Јабланичког и Пчињског управног округа.
Служи наставним и научним потребама студената, универзитетских наставника и научних радника. Дан библиотеке је 24. мај, Дан словенске писмености посвећен просветитељском раду Св. Ћирила и Методија.
По оснивању Библиотеке, фонд је садржао 57.254 публикација које се састојао од монографских и серијских, а данас има око 1 700 000 публикација.
У фонду библиотеке чувају се капитална дела из свих научних области, велика збирка домаћих и страних приручника (енциклопедије, библиографије, речници), стручни и научни часописи, домаће и стране универзитетске публикације, богата уџбеничка литература и значајна збирка домаћих и страних докторских дисертација. Библиотека је депозитна библиотека за све докторске дисертације брањене на Универзитету у Београду.
Библиотека поседује и фонд реткости где су смештени рукописи, старе и ретке штампане књиге, стари часописи и новине, архивска збирка, као и збирка карата. Збирка рукописних, ћирилских и оријенталних књига од непроцењиве је вредности.

## Историјат Библиотеке
Универзитетска библиотека, једна је од највећих научних библиотека на Балкану чија је функција да служи наставним и научним потребама академске популације – студентима, универзитетским наставницима и научним радницима уопште, као и свим корисницима жељних знања. Води порекло од библиотеке Лицеја Кнежевине Србије. Ова највиша школска установа у Србији тога времена, основана 1838. године, имала је библиотеку коју су користили професори и ђаци Лицеја и ученици Београдске гимназије. Њене фондове сачињавали су поклони домаћих и страних дародаваца и обавезни примерак Кнежевине Србије. По одредбама Устројенија Лицеја, библиотекар је морао бити један од лицејских професора, те је њен први библиотекар био др Јанко Шафарик (1814—1876), филолог и професор историје. Библиотека је 1850. године имала 927 свезака.
Лицеј Кнежевине Србије је Законом од 24. септембра 1863. претворен у Велику школу. У библиотеци ове школе задржане су само стручне публикације, док су остале предате Народној библиотеци Србије. Када је 1905. године Велика школа прерасла у Универзитет, библиотека је расформирана. Њен фонд је, према научним областима, подељен семинарима одговарајућих факултета. Највреднији део ове колекције припао је библиотеци Српског семинара. Убрзо се увидело да је Универзитету потребна једна општа научна библиотека, али избијање Првог светског рата одлаже њено оснивање. Део овог фонда добила је по свом оснивању Универзитетска библиотека.
После рата, због великог страдања српских библиотека, из иностранства су у већем броју почеле да стижу књиге на адресу Универзитетске библиотеке, иако је она основана тек јануара 1921. године. Пошто је предлог за одлуку Филозофског факултета, усвојен од стране универзитетског Сената, потекао од Павла Поповића, професора и доктора наука, он је и постављен на чело тада именоване Комисије за оснивање Универзитетске библиотеке. Ова комисија је имала задатак да реализује наведену одлуку. Убрзо након тога, маја 1921. године, Урош Џонић именован је за управника Универзитетске библиотеке, којој су привремено дате просторије на Филозофском факултету.
На иницијативу нашег посланика у Вашингтону, Славка Грујића, Карнегијева задужбина, која је до тада већ изградила читав низ библиотека у свету, прихватила је да одобри 100.000 долара као поклон српској влади за градњу и опремање једне библиотеке у Београду. Слободан Јовановић, тадашњи ректор Универзитета, успео је личним залагањем да та материјална средства увећа државним кредитима, како би се изградила једна већа библиотека, која би задовољила потребе Универзитета. Град Београд је поклонио земљиште, а пројекат су урадили професори универзитета, архитекти Драгутин Ђорђевић и Никола Несторовић. Тако је подигнута прва и тада једина зграда у Србији, наменски саграђена за библиотеку. Камен темељац на Тркалишту је постављен 23. јуна 1921. године, чему је присуствовао и регент Александар. Према писању новина, градња је требала бити завршена већ крајем 1921, али се протегла до нестанка новца фебруара 1923, када је зграда споља изгледала завршена али изнутра су недостајали вода, струја, грејање и намештај. Градња је потрошила четири милиона динара, добијена након размене долара у време када је курс овога био низак, а онда је недостајало 1,4 милиона, за шта је од државе затражен кредит. До септембра 1923. већ је примљено доста књига на поклон из Француске, Енглеске и Америке; на име репарација из Немачке је набављено некоколико библиотека и, на крају, било је предвиђено да "семинари и заводи" Универзитета дају део својих књига.
Свим пословима око грађења библиотеке руководио је Одбор за подизање библиотеке у чијем саставу су се налазили Слободан Јовановић, ректор Универзитета, Лео Капсер, представник Карнегијеве задужбине, Андра Стевановић, Драгутин Ђорђевић и Никола Несторовић, архитекте и професори Техничког факултета. Зидање је трајало пуне четири године. Био је то велики подухват, који је означио, с једне стране, настајање установе од изузетне важности за образовање, науку и културу читаве Србије, а с друге изградњу универзитетског центра Београда што је предвиђено Генералним планом Београда из 1921. године.
Пројектанти библиотеке Несторовић и Ђорђевић, уважени професори Универзитета, следили су важно пројектантско начело да се стил грађевине одређује према њеној намени. Тако је зграда библиотеке конципирана као слободностојећа грађевина обликована у духу постулата архитектуре академизма. Најрепрезентативније је решена улазна партија изведена у виду истуреног портика са четири коринтска стуба који носе троугаони забат са симетрично распоређеним акротеријама. Архитектонска пластика, рад вајара Аце Стојановића, у складу је са академском концепцијом здања. Изведена у вештачком камену, распоређена је око отвора и на површини троугаоног забата. Централну групу на троугаоном забату чине две дечје фигуре са венцем, док се са стране налазе две пандан групе високорељефних фигура - жене са венцем у рукама постављене изнад фигура деце са књигама и анђелом. Представљене фигуре и предмети су алегорије плодности, будућности, знања, победе, заштите и сигурности.
Ентеријер библиотеке изведен је током 1925. и 1926. године, по узору на берлинске библиотеке. Намештај је израдила фабрике намештаја Јозефа Трира и Лудвига Алтера из Дармштата. У целокупном унутрашњем уређењу издвајају се велика студентска читаоница израђена у стилу енглеске ренесансе са зидовима обложеним храстовим дрветом и професорска читаоница изведена у стилу италијанске ренесансе од ораховог дрвета. У вестибилу, у ниши на мермерном постољу, постављена је биста Ендруа Карнегија коју је библиотека добила од управе његове задужбине. Београд је у знак захвалности, улицу у непосредној близини библиотеке назвао по овом великом добротвору.
Универзитетска библиотека представља једно од најзначајнијих здања дарованих Београдском универзитету. Све до подизања зграде Народне библиотеке на Врачарском платоу била је прва и једина зграда у Србији наменски грађена за те потребе. Истовремено, ово монументално здање у Булевару краља Александра представља значајно остварење академизма у српској међуратној архитектури. Због непроцењивог значаја за науку и образовање, њених културно-историјских и архитектонско-урбанистичких вредности, 1977. године је проглашена за споменик културе.
Библиотека је у новој згради свечано отворена на дан Св. Ћирила и Методија, 24. маја 1926. године. Професор Урош Џонић остао је на положају Управника до почетка Другог светског рата. У раду му је помагао одбор, чији је председник био проф. др Павле Поповић. Главни задатак ове установе био је „да као самостална универзитетска установа помаже неговање науке и у својству научне библиотеке послужи не само студентима и професорима Београдског универзитета, већ и свима онима који се баве науком”. За време Другог светског рата, под немачком окупацијом, библиотека није радила са публиком, а део зграде заузела је немачка војска. Залагањем особља библиотеке, њени фондови су ипак сачувани. После ослобођења, за управника постављена је Милица Продановић, дотадашњи библиотекар Универзитетске библиотеке. Поводом прославе стогодишњице рођења Светозара Марковића 1946. године ова установа добија свој данашњи назив Универзитетска библиотека „Светозар Марковић”.
У периоду после Другог светског рата отпочела је примена савремених метода у организацији и обради фондова. Формиран је јавни стручни каталог, а у сарадњи са Народном библиотеком Србије израђен је правилник за каталогизацију од стране Библиотекарског друштва Србије, који је означио почетак уједначавања обраде књижне грађе у библиотекама Србије. Успостављени су контакти са универзитетским и националним библиотекама у земљи и у иностранству. Такође отпочет је интензиван рад на размени и међубиблиотечкој позајмици публикација. Формирана је служба за информације и проширена је сарадња са факултетским, семинарским, институтским и другим библиотекама Универзитета у Београду.

## Одељење за научне информације и едукацију
Одељење за научне информације је трансформисано 2008. године у Одељење за научне информације и едукацију. Ово одељење прати развој система научних информација и комуникација, претражује базе података из свих научних области. Основна делатност одељења је информационо описмењавање корисника, посебно студената основних и дипломских студија, припремање материјала за различите видове едукације прилагођене специфичним групама корисника, рад на континуалном стручном усавршавању, организација стручног усавршавања библиотекара универзитетских библиотека у Србији, високошколских библиотека као и библиотека научноистраживачких института и установа. Одељење израђује информаторе, водиче и друге информационе материјале о библиотеци, припрема информативни материјал за веб сајт библиотеке; бави се истраживањем и анализом у оквиру области информационих наука, у складу са захтевима и потребама универзитета и других корисника; сарађује на развоју библиотечко-информационог система и система научно-технолошких информација на универзитетима у Србији и у систему координиране набавке публикација у штампаном и електронском облику; развија међународну сарадњу.
Библиотека има развијен едукациони програм који организује и спроводи одељење за научне информације и едукацију, као и библиотечки стручњаци из других одељења. Као матична установа организује посебне радионице за библиотекаре факултета и научноистраживачких институција. Посебан пажња се посвећује едукацији младих истраживача на мастер и докторским студијама. Едукација се организује у самој библиотеци, као и ван ње, на факултетима и институтима, чланицама Универзитета у Београду, али и на факултетима и научним установама широм Србије. Захваљујући томе број преузетих чланака из електронских сервиса доступних путем КоБСОН-а (Конзорцијум библиотека Србије за обједињену набавку) сваке године се повећава, као и број прегледаних и делимично преузетих електронских књига. Едукациони програми су различити и прилагођени су полазницима.
Библиотека организује предавања истакнутих међународних научника и стручњака намењених научној заједници Србије и библиотекарима мреже високошколских библиотека. У организацији библиотеке, а у сарадњи са другим институцијама Универзитета у Београду, до сада је одржано више од 20 оваквих предавања, путем видео линка или уживо, са предавачима из земаља ЕУ, САД и региона.

### Едукација
Одељење за научне информације и едукацију је до 2002. године обучавало појединачне кориснике, међутим од тада се почело са организованом обуком корисника у виду групних едукација као што су презентације, предавања, интерактивне радионице итд. Прве групне обуке су биле у оквиру TEMПУС пројекта, а циљну популацију су чинили високошколски библиотекари у организацији Заједнице библиотека универзитета у Србији (ЗБУС). У оквиру ЗБУС-а су организована током година различита предавања и радионице на теме формиране према интересовању и потребама корисника. Акредитовани курсеви одржавају се од 2014. године у складу са Правилником о сталном стручном усавршавању у библиотечко-информационој делатности Министарства културе и информисања Републике Србије који доприносе образовању библиотекара, а самим тим и унапређењу струке.
Оснивањем КоБСОН-а и претплатом на електронске изворе информација(е-часописе, е-књиге, базе података) једна од значајних активности овог одељења је едукација наставника и сарадника факултета и института, пре свега Универзитета у Београду, али и осталих универзитета у Србији, као и студената основних и дипломских студија.

#### Водичи за научне области - LibGuides
LibGuides су нова врста мултимедијалних, интерактивних веб водича кроз различите научне области. Оно што је раније био циљ тзв. препоручених линкова сада се на много прегледнији, организованији, садржајнији и атрактивнији начин постиже овим библиотечким водичима.
Реч је о веб сервису који омогућава да овлашћени корисници, библиотекари, без претходног знања веб дизајна могу успешно и лако да креирају, организују и ажурирају веб странице. Основни циљ њихове израде је да се на једном месту омогући приступ до поузданих електронских извора – комерцијалних и оних у отвореном приступу. За сваку научну дисциплину, поред текстова, слика, видео записа, доступни су и корисни линкови o удружењима, конференцијама и другим актуелним информацијама. LibGuides користи око 50.000 библиотекара, у преко 3.700 библиотека широм света. Направљено је око 300.000 водича. Такође, овај водич омогућава преузимање већ постојећих водича из целе заједнице и заједнички рад више библиотекара на изради водича.

### Међубиблиотечка позајмица
Тенденција у развоју савременог библиотекарства је да будући корисник једне библиотеке у земљи, истовремено постане корисник и свих јавних библиотека у свету. Захваљујући међубиблиотечкој позајмици која неминовно мора да прати најновије токове савременог информатичког друштва и која се ослања све више на електронски облик комуникације, умногоме се скраћује време потребно за добијање тачних и адекватних информација, при чему се губи осећај физичке удаљености и присутности самог извора информација и корисника.
Сврха домаће међубиблиотечке позајмице препознаје се пре свега у задовољењу захтева и потреба корисника – библиотека, како за информацијама, тако и за њиховим изворима из различитих области науке, културе и уметности. При томе, неопходно је да разумевање потреба и структуре корисника буде усклађено са динамиком пружања информација, која опет мора да буде резултат што ефикасније делатности одељења које се бави међубиблиотечком позајмицом. Промене у очекивањима, захтевима и типу корисника утицале су и на међубиблиотечку позајмицу у Универзитетској библиотеци „Светозар Марковић”, која представља данас спој класичне или физичке и дигиталне позајмице, рефлектујући тако двоструку природу савремених библиотека.

## Каталози

### Електронски каталог
У Универзитетској библиотеци „Светозар Марковић” у Београду је могуће претраживати публикације путем електронског каталога (OPAС).
OPAС је акроним енглеских речи Online Public Access Catalog (Онлајн каталог за јавни приступ).
OPAC се у библиотеци користи од 1989. године упоредо са лисним каталогом. Од 1998. године се више не ажурира лисни каталог већ се нови подаци уносе само у електронски каталог. Позајмица је аутоматизована. Доступан је 24 сата дневно преко Интернета.

#### Претраживање електронског каталога
Постоје три типа претраживања електронског каталога.
- Основно претраживање
- Изборно претраживање
- Командно претраживање

### Лисни каталог
Ауторски каталог књига из фонда Универзитетске библиотеке „Светозар Марковић” подељен је на:
- АБЕЦЕДНИ каталог књига из фонда Универзитетске библиотеке „Светозар Марковић” до 1963. год
- АБЕЦЕДНИ каталог књига из фонда Универзитетске библиотеке „Светозар Марковић” од 1963. године до 1998. године (ћирилична и латинична издања)
- Ћирилични каталог књига из фонда Универзитетске библиотеке „Светозар Марковић” до 1963. године
- Стручни каталог књига подељен по стручним областима из фонда Универзитетске библиотеке „Светозар Марковић”
- Каталог докторских дисертација подељен по стручним областима из фонда Универзитетске библиотеке „Светозар Марковић”

Посебни каталози су:
- Централни каталог књига Београдског Универзитета - од 1930. године
- Алфабетски и хронолошки каталог старе и ретке књиге
- Каталог Библиотеке Дома Војислава Јовановића Марамбоа
- Каталог илустрација у старим књигама и периодици
- Каталог архивске грађе и псеудонима

## Одељење старе и ретке књиге
У фонду реткости смештене су рукописне, старе и ретке, штампане књиге, стари часописи и новине, архивска збирка, збирка карата и докторски, магистарски и специјалистички радови.
Непроцењиву вредности чине збирка рукописних, ћирилских и оријенталних књига.
Од ћирилских рукописа, којих са одломцима има 90, најстарији су они из 13. века: одломак Апостол јеванђеља, писан на кожи, и Псалтир нађен у селу Пецари код Беле Цркве у Рашкој. Од бројних ћирилских рукописа писаних у 14, 15, 16. и 17. веку, најзначајнији су Минеј за март-април из 1344—1345. године, најстарији сачувани препис Похвале Св. Симеуну и Св. Сави од Теодосија из друге половине 14. века, Четворо-јеванђеље из друге половине 15. века, барањски рукопис Душановог законика са почетка 16. века, Панегирик писан 1595. године у манастиру Св. Тројице код Пљеваља и др.
У збирци рукописа на оријенталним језицима, којих је укупно 397 у 633 књиге, највећи број је на арапском (498), на османском (126) и персијском језику (9). Најстарији рукопис датира из 1206. године.
У фонду се налази и збирка географских карата и атласа која садржи старе мапе, на којима су приказани и наши крајеви. Од старих карти посебну пажњу привлаче бакрорези - планови Београда из 18. века.

### Старе и ретке књиге у Библиотеци
- Оријентални рукопис.

## Одељење периодике
Фонд серијских публикација садржи више од 8.500 наслова у преко 700.000 свезака. Од тога је 5.200 наслова страних серијских публикација, највећим делом на енглеском, немачком, француском и руском језику.

## Одељење за набавку и пријем библиотечког материјала
Одељење за набавку и пријем библиотечког материјала: координира набавну политику; успоставља и одржава сарадњу са библиотекарима у земљи и иностранству; формира збирке и координира набавку публикација; евидентира и контролише трошкове набавке и прати изворе информација, односно домаћу и страну издавачку продукцију и врши избор публикација за набавку основног и резервног фонда; прегледа и одабира публикације за набавку основног и резервног фонда (куповина, размена, поклон) и израђује наруџбине; врши пријем публикација и дневни пријем поште; врши рекламације неиспоручених публикација; врши стручне посете и контакте са домаћим и иностраним партнерима; даје информације о порученим и набављеним публикацијама; обавља физичку обраду публикација, врши инвентарисање и расходовање; шаље публикације у размену; обавља методски рад са библиотечким радницима, ђацима и студентима; организује и друге облике културне активности у Библиотеци.

## Одељење за обраду библиотечког материјала
Одељење за обраду библиотечког материјала: каталогизира и рекаталогизира домаће и стране публикације, домаће и стране докторске дисертације, магистарске радове и други библиотечки материјал и уједначава одреднице; класификује и рекласификује домаће и стране публикације, докторске дисертације и магистарске радове; води базу података о докторским дисертацијама и магистарским радовима одбрањеним у Србији; води и одржава електронски онлајн каталог Библиотеке; планира и реализује пројекте библиографских истраживања; води библиографску базу података радова научних радника Универзитета у Београду; израђује ретроспективне и тематске библиографије универзитетских наставника.

## Одељење за народну књижевност
Одељење за народну књижевност се налази у Дому Војислава М. Јовановића Марамбоа у Бирчаниновој улици број 24. Ово одељење је смештено у породичну кућу коју је 1883. године саградио Мата Јовановић. Славка Јовановић, Марамбоова сестра, завештала је ову грађевину Универзитетској библиотеци заједно са његовим књигама, рукописима и личним стварима. Дом Војислава Јовановића Марамбоа је уписан у регистар музеја-галерија. Одељење за народну књижевност Универзитетске библиотеке отворено је у Дому 1988. године.
Посебна библиотека Војислава М. Јовановића садржи 6292 свезака личне библиотеке која обухвата студије о народној књижевности које је Војислав сакупљао. У фонду се налази и његова рукописна заоставштина (са аутографима, исечцима, исписима, преписком и личним документима), више од 1300 фотографија, 22 фотографске плоче, намештај (каљеве пећи, гарнитуре за седење од дрвета у оријенталном стилу и Војислављева радна соба) и лични предмети (радио-апарат, плоче класичне музике, велики кофер који га је пратио на свим путовањима), затим књиге и часописи из народне књижевности који се набављају за потребе Универзитетске библиотеке.
Одељење за народну књижевност објављује заоставштину Војислава М. Јовановића, организује стручне скупове, представља публикације из фолклористике и припрема изложбе из фонда ове библиотеке.

### Дом Војислава Јовановића Марамбоа
- Поглед са улице.
- Табла са натписом на Дому Војислава Јовановића Марамбоа.
- Поглед из дворишта.
- Ходник.
- Радна соба Војислава М. Јовановића.
- Фотографије породице Јовановић.

## Легати Универзитетске библиотеке
Универзитетска библиотека у својим фондовима има преко 30 посебних библиотека (легата) које се чувају као засебне целине. Оне су веома различите по величини и значају, али представљају велику вредност, како по садржају, тако и као сведочанство o личностима којима су припадале. Међу овим библиотекама посебну вредност имају: Библиотека Јоце Вујића, једна од најбогатијих библиотека за проучавање српске националне и културне историје и књижевности, која садржи већином књиге из 18 и 19. века, као и веома вредне рукописе, документа и писма. Поклоњена је 1932. године. Библиотека Гедеона Дунђерског је у ствари била библиотека чувеног сакупљача наших старих књига, библиофила, Петра Стојадиновића из Новог Сада. Као свој дар Универзитетској библиотеци, ову је збирку купио др Дунђерски. Књиге су углавном из историје и књижевности српског народа. Библиотека је значајна за проучавање српске националне и културне историје. Поклоњена је 1929. године. Библиотека Мирослава Премруа, добијена је од Министарства спољних послова 1927. године. Садржи старе и ретке књиге, изворе за историју и литературу o реформацији и ренесанси. Библиотека Димитрија Митриновића, који је живео и умро у Лондону, садржи литературу из области филозофије, етнологије, антропологије, оријенталистике и уметности. Библиотека је завештана Универзитетској библиотеци и примљена 1956. Библиотека Исидоре Секулић садржи књиге из књижевности и књижевне критике, као и рукописе. Легат чине и слике, намештај и личне ствари. Спомен соба се налази у читаоници Одељења реткости.

### Спомен соба Исидоре Секулић
- Библиотека Исидоре Секулић, 11. новембар 1986.
- Писаћи прибор Исидоре Секулић.

## Уметнички центар УБСМ
Уметнички центар УБСМ је основан 1. марта 2008. године када је највећа, свечана сала Библиотеке адаптирана у уметничку галерију. Кроз једномесечне програме радове представљају професори уметности Београдског универзитета уметности и осталих академских институција у земљи и иностранству, најталентованији студенти уметности и уметници по позиву.
Уметнички центар прати потребу савремене академске заједнице за мултидисциплинарношћу и укрштањем знања, свестан оправданих очекивања својих садашњих и будућих корисника за увођењем нових, различитих садржаја, проширивањем и отварањем креативних капацитета. Студентима уметности се овде промовише високо уметничко образовање и уводе се у излагачке активности, али се и студентима београдских факултета, истраживачима и научницима који свакодневно посећују просторе Библиотеке приближавају најсавременије уметничко стваралаштво и нове идеје које наговештавају радови уметника.

## Галерија

### Библиотека некада
- Библиотека некада.
- Улаз.
- Студентска читаоница.
- Професорска читаоница, 11. новембар 1986.
- Магацин.
- Библиотекари су некада носили радне мантиле.
- Библиотекари Универзитетске библиотеке, 1953.
- Говор Драгослава Јанковића, ректора Универзитета у Београду у студентској читаоници 20. маја 1976.
- Биста Светозара Марковића у дворишту Библиотеке, дело Стевана Боднарова направљено 1946.

### Библиотека данас
- Поглед из Булевара краља Александра.
- Фасада.
- Улаз из жабље перспективе.
- Хол.
- Лисни каталог.
- Студентска читаоница.
- Уметнички центар.
- Циклус Словенска и српска књижевна фантастика, Уметнички центар, 27. фебруар 2019. Слева надесно: Дејан Ајдачић, Зоран Живковић, Маријана Јелисавчић и Александар Јерков.